# Уха
Уха́ е руска бистра супа, която се приготвя с различни видове риба, морков и картоф. В България е позната, като рибена чорба, която се приготвя със същите съставки.
Точно определена рецепта за супата няма, тъй като всеки в Русия приготвя уха по различни начини. Някои за подправяне слагат копър, други магданоз. Освен това няма точно определени видове риба, но броят им трябва да е минимум две и не повече от четири.